# Саша Вујачић
Александар „Саша“ Вујачић (Марибор, 8. март 1984) је бивши словеначки кошаркаш. Играо је на позицији бека. Играо је у Италији, САД (у Лејкерсима, Нетсима, Клиперсима и Никсима), Турској и Шпанији. У Европи је играо на позицији плејмејкера, а у Лејкерсима на позицији бека.

## Почетак каријере
Његов отац Васо Вујачић је српски кошаркашки тренер. Саша Вујачић је био члан јуниорске репрезентације Словеније која је освојила сребрну медаљу на јуниорском првенству Европе 2002.

## Каријера
Професионалну каријеру је почео у клубу Снајдеро Удине током сезоне 2001/02. у италијанској Серији А.

### Лос Анђелес лејкерси (2004—2010)
На НБА драфту 2004. је одабран као 24. пик од стране Лос Анђелес лејкерса.
У сезони 2005/06, Вујачић је имао запажену улогу на мечу против Јуте џез када је погодио шут за три поена у продужетку утакмице и донео своме тиму предност. У плеј-офу је имао 60% погођеног шута за 3 поена.
На мечу против Даласа у сезони 2006/07. погодио је шут за победу и тако прекинуо низ Даласа од 15 узастопно добијених утакмица.
У сезони 2007/08. поставио је рекорд каријере са 22 постигнута поена на мечу против Денвер нагетса. Рекорд је изједначио у мечу са Торонто Репторсима. У тој сезони погодио је 118 од 270 шутева за 3 поена и постао играч Лејкерса са најбољим процентом убачаја за три поена у једној сезони (43,7%). У трећој утакмици финала плеј-офа поставио је лични рекорд са 20 поена у једној плеј-оф утакмици. Од играча Лејкерса, у тој утакмици је једино још Коби Брајант постигао преко 20 поена.
У јулу 2008. године променио је агента. Дана 25. јула потписао је трогодишњи уговор са Лејкерсима вредан 15 милиона долара.
У шестој утакмици финала НБА лиге Вујачић је постигао 9 поена, погодио је два шута за три поена. У седмој утакмици, 11 секунди пре краја, при вођству Лејкерса од 2 поена погодио је два кључна слободна бацања и тако помогао Лејкерсима да одбране титулу.

### Њу Џерзи нетси (2010—2011)
Дана 15. децембра 2010. Вујачић је прослеђен Њу Џерзи нетсима у размени у којој су учествовала три тима: Лејкерси, Нетси и Рокетси. У Нетсима је добио прилику да поново игра са бившим саиграчем из Лејкерса Џорданом Фармаром. Добио је дрес са бројем 20.
На првој утакмици за Нетсе одиграо је 27 минута и постигао 6 поена. Имао је још 2 скока и две асистенције.
Првог јануара 2011, у својој осмој утакмици за Нетсе, изједначио је рекорд каријере са 22 постигнута поена.
У победи против Хорнетса 9. фебруара 2011. постигао је 25 поена и поставио рекорд каријере.

### Анадолу Ефес (2011—2013)
У јулу 2011. потписао је једногодишњи уговор са турским Анадолу Ефесом. У својој првој евролигашкој сезони одиграо је 16 утакмица као стартер и бележио просечно 13,9 поена и 3,3 скока по мечу.
У августу 2012. је продужио уговор са Анадолу Ефесом на још једну годину. Дана 16. новембра 2012. постигао је 29 поена за победу свог тима од 77:71 над Емпорио Армани Миланом и освојио награду за МВП-ја кола.

### Лос Анђелес клиперси (2014)
Дана 3. фебруара 2014. потписао је десетодневни уговор са Лос Анђелес клиперсима. Након истека уговора напустио је Клиперсе. Одиграо је само две утакмице на којима је имао просечно 2,5 поена и 1,5 скокова.

### Повратак у Европу (2014—2015)
Дана 25. марта 2014. потписао је уговор са италијанском Венецијом до краја сезоне. У дресу Венеције је наступио на пет утакмица Серије А, бележећи просечно 11 поена по мечу.
Дана 28. октобра 2014. је потписао уговор са Саски Басконијом до краја сезоне. Ипак, 31. децембра 2014. је отпуштен од стране Басконије. Три дана касније, потписао је уговор са турском екипом Истанбул ББ до краја сезоне.

### Њујорк никси (2015—2017)
Дана 7. августа 2015. се вратио у НБА лигу и потписао уговор са Њујорк никсима. Провео је наредне две сезоне у Никсима.

### Италија (2017—2019)
Крајем августа 2017. је потписао уговор са италијанским прволигашем Торином. У фебруару 2018, Вујачић је помогао Торину да освоји Куп Италије, иначе први трофеј у историји клуба. Он је на финалној утакмици против Бреше постигао одлучујуће поена за свој тим 2,4 секунде пре краја меча. Након сезоне у Торину, покушао је да преко пробе стигне до уговора са Њу Орлеанс пеликансима, али није успео. Почетком марта 2019. се поново враћа у италијанску кошарку и потписује за друголигаша Верону.

## Статистика НБА каријере

### Регуларна сезона
| Сезона   | Екипа       | ОУ  | СТ | МИН  | 2П    | 3П    | СБ    | СК  | А   | УЛ  | Б   | П    |
| -------- | ----------- | --- | -- | ---- | ----- | ----- | ----- | --- | --- | --- | --- | ---- |
| 2004/05  | Лос Анђелес | 35  | 3  | 11,5 | 28,2% | 27%   | 94,7% | 1,8 | 1,5 | 0,3 | 0,1 | 2,9  |
| 2005/06  | Лос Анђелес | 82  | 4  | 17,7 | 34,6% | 34,3% | 88,5% | 1,9 | 1,7 | 0,6 | 0   | 3,9  |
| 2006/07  | Лос Анђелес | 73  | 4  | 12,8 | 39,2% | 37,3% | 87,8% | 1,5 | 0,9 | 0,6 | 0   | 4,3  |
| 2007/08  | Лос Анђелес | 72  | 0  | 17,8 | 45,4% | 43,7% | 83,5% | 2,1 | 1   | 0,5 | 0,1 | 8,8  |
| 2008/09  | Лос Анђелес | 80  | 0  | 16,2 | 38,7  | 36,3  | 92,1  | 1,7 | 1,4 | 1,0 | 0,1 | 5,8  |
| 2009/10  | Лос Анђелес | 67  | 1  | 8,6  | 40,2% | 30,9% | 84,8% | 1,2 | 0,6 | 0,3 | 0,1 | 2,8  |
| 2010/11  | Лос Анђелес | 11  | 0  | 4,9  | 34,8% | 42,9% | 50%   | 0,4 | 0,5 | 0,1 | 0   | 1,8  |
| 2010–11  | Њу Џерзи    | 56  | 17 | 28,5 | 40,4% | 36,9% | 85,1% | 3,3 | 2,3 | 1   | 0,1 | 11,4 |
| Каријера |             | 476 | 29 | 15,9 | 39,5% | 37,1% | 87%   | 1,9 | 1,3 | 0,6 | 0,1 | 5,6  |

### Плеј-оф
| Сезона   | Екипа       | ОУ | СТ | МИН  | 2П    | 3П    | СБ    | СК   | А   | УЛ  | Б   | П   |
| -------- | ----------- | -- | -- | ---- | ----- | ----- | ----- | ---- | --- | --- | --- | --- |
| 2005–06  | Лос Анђелес | 7  | 0  | 18,4 | 42,3% | 60%   | 100%  | 2,4  | 0,9 | 0,6 | 0   | 6   |
| 2006/07  | Лос Анђелес | 4  | 0  | 10,8 | 55,6% | 25%   | 0%    | 1    | 0,8 | 0,2 | 0   | 2,8 |
| 2007/08  | Лос Анђелес | 21 | 0  | 21,7 | 39,9% | 39,2% | 85,7% | 2,2  | 0,8 | 0,6 | 0,2 | 8,1 |
| 2008/09  | Лос Анђелес | 23 | 0  | 10,9 | 26,4% | 31,4% | 83,3% | 1,4% | 0,5 | 0,4 | 0,2 | 3   |
| 2009/10  | Лос Анђелес | 10 | 0  | 7,6  | 43,5% | 40%   | 83,3% | 0,8  | 0,5 | 0,2 | 0   | 3,1 |
| Каријера |             | 65 | 0  | 14,7 | 36,6% | 38,4% | 87,9% | 1,6  | 0,6 | 0,4 | 0,1 | 5   |

ОУ = одигране утакмице, СТ = стартер, МИН = минути, 2П = шут за поена, 3П = шут за 3 поена, СБ = слободна бацања, СК = скокови, А = асистенције, УЛ = украдене лопте, Б = блокаде, П = поени
Болдовани бројеви означавају најбољи учинак у каријери

## Лични живот
Вујачић је рођен у Марибору у данашњој Словенији. Отац му је Србин, а мајка Словенка. Отац му је био кошаркашки тренер, док му је мајка била одбојкашица. Његова мајка је играла одбојку у једном од најбољих југословенских одбојкашких клубова, Браник Марибор, али је престала да игра одбојку са 19 година када је затруднела. Његови родитељи су се развели када је имао шест година а он је живео са мајком, а касније и са очухом пошто се мајка удала. Има сестру која се зове Нина и брата Аљошу. Поред кошарке воли да игра одбојку, тенис и амерички фудбал.
Током своје каријере у Лос Анђелесу често је причао на италијанском језику са Коби Брајантом који течно говори тај језик.
Вујачић је био верен са тенисерком Маријом Шараповом.